# Смурова, Надежда Матвеевна
Надежда Матвеевна Смурова (11 января 1932, Ленинград) — советский и российский востоковед, ведущий специалист по литературе Индонезии, член «Общества Нусантара», доцент кафедры филологии стран ЮВА, Монголии и Кореи Института стран Азии и Африки МГУ.

## Биография
Родилась 11 января 1932 года в Ленинграде в семье скульптора М. Ф. Листопада. В 1956 году окончила исторический факультет Московского государственного университета им. М. В. Ломоносова. С 1958 года преподаватель, а с 1991 года — доцент Института восточных языков (ныне Институт стран Азии и Африки) при МГУ. В 1969 г. защитила диссертацию на соискание ученого звания кандидат филологических наук («Творчество писателей Общества народной культуры. Индонезия»). Исследователь творчества писателей «Общества народной культуры», в первую очередь Прамудьи Ананта Тура. Автор университетских курсов по литературе Индонезии (2011).

## Основные труды
- Творчество писателей Общества народной культуры. Индонезия. M.: МГУ, 1969. 272 с.
- Творческий путь Прамудьи Ананты Тура // Вопросы филологии стран Юго-Восточной Азии. Ред. Ю. Н. Мазур. М.: Издательство Московского университета, 1965, с. 130—155.
- Материалы о творчестве писателей «Общества народной культуры» : Индонезия // Вопросы филологии стран Юго-Восточной Азии. Ред. Ю. Н. Мазур. М.: Издательство Московского университета, 1965, с. 104—129.
- Дверь в новую жизнь. [Рец. на роман «Оковы» Армаина Пане], «Иностранная литература», 1965, № 3.
- Переводы произведений Горького в Индонезии // М. Горький и литературы зарубежного Востока. М., 1968, с. 124—131.
- Эволюция образа простого человека в индонезийской литературе // Литература Востока. M., 1969, с 138—146.
- Маоизм и трагедия индонезийской демократической литературы // Литературы зарубежной Азии в современную эпоху: сборник статей / отв. ред. К. А. Белова. М.: Наука, 1975, с. 202—214.
- Литература Индонезии // Литература Востока и новое время: 1917—1945. M., 1977, с. 307—337.
- Переводы советской поэзии на индонезийский язык // Литература стран зарубежного Востока и советская литература. M., 1977, с. 306—316.
- Герой индонезийской бытовой сказки // Вестник МГУ. Серия 13. Востоковедение. 1978, N1, с. 42-50.
- Народные традиции в современной индонезийской поэзии //Проблемы восточной филологии. М., 1979, с. 205—216.
- Литература Индонезии и Малаккского полуострова // История всемирной литературы [до конца XVI в.] . В 8 томах. Том 3. M.: Наука, 1985, с. 620—625.
- Взаимодействие литературных и фольклорных элементов в современной индонезийской прозе: на примере произведений Ситора Ситуморанга и Ивана Симатупанга // Роль фольклора в развитии литератур Юго-Восточной и Восточной Азии. M., 1988, с. 156—168.
- (ред.-сост.) Кемала. Стихи. Из сборников разных лет. Перевод с малайского В. А. Погадаева и А. А. Погадаевой. Предисловие А. В. Погадаевой. В оформлении использована графика Ибрагима Хуссейна, М. Чурлёниса, С, Красаускаса и др. M.: Гуманитарий, 2001, 56 с. ISBN 5-89221-038-3
- (ред.-сост.) А. Азиз Дераман. Странствия поэта. Стихи. Перевод с малайского В. А. Погадаева при участии А. В. Погадаевой. Предисловие В. А. Погадаева. Художник Наим Хаджи Ахмат. M.: Гуманитарий, 2002, 86 с. ISBN 5-89221-057-3
- (ред.) Баха Заин. Маски. Избранные стихи. Составитель и автор предиcловия Виктор Погадаев. Перевод с малайского В. А. Погадаева и А. А. Погадаевой. M.: Гуманитарий, 2003, 96 с. ISBN 5-89221-073-1
- Малайзия. Литература // Большая российская энциклопедия. Т. 18. М.:БРЭ, 2011, с. 619—620 (совм. с В. А. Погадаевым)

## Награды и звания
- Заслуженный преподаватель Московского университета (2010)[6]